# 莱茵察本
莱茵察本是德国莱茵兰-普法尔茨州的一个市镇。总面积12.76平方公里，总人口4949人，其中男性2488人，女性2461人（2011年12月31日），人口密度388人/平方公里。

## 参见

莱茵察本 - Rheinzabern
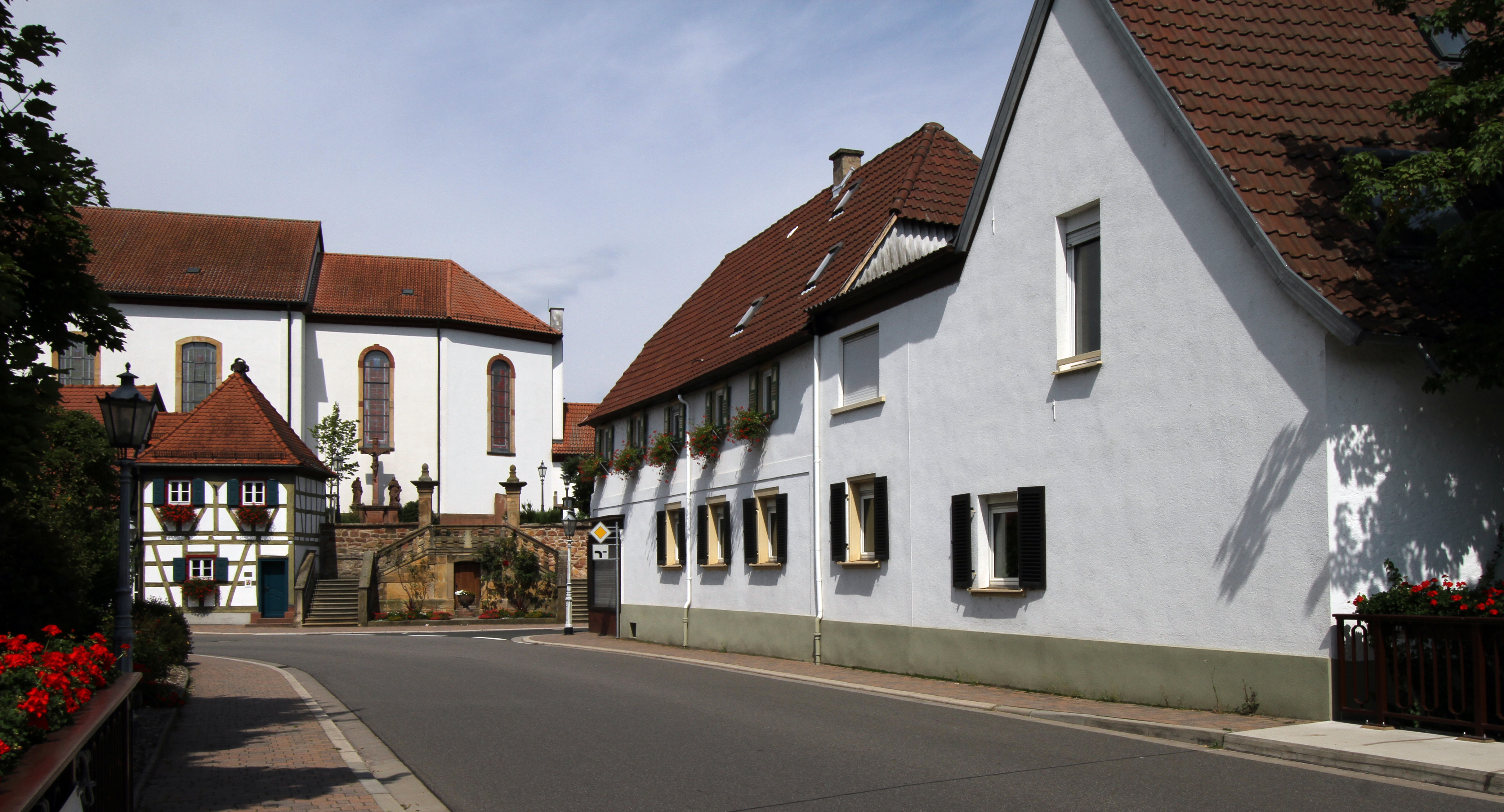
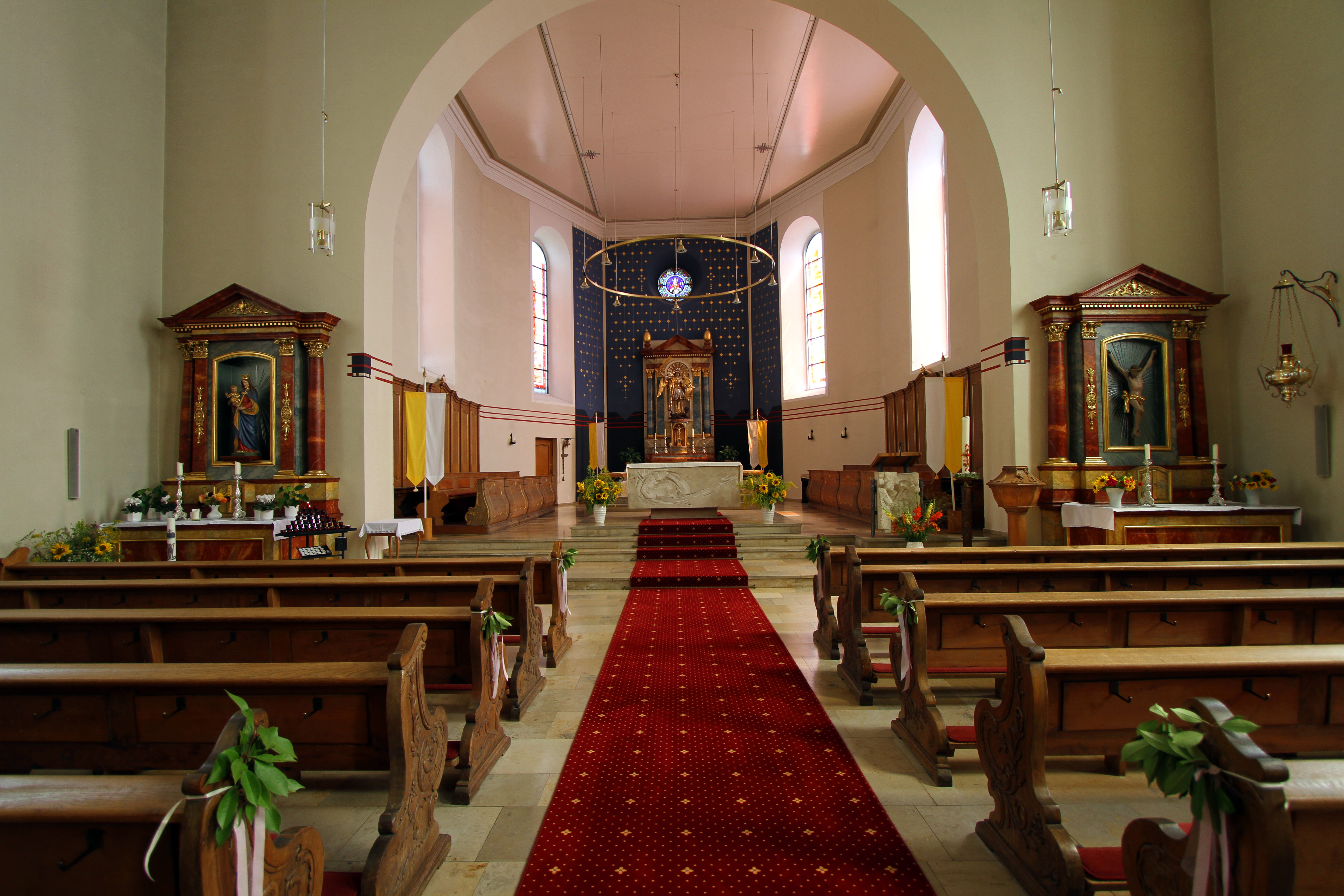
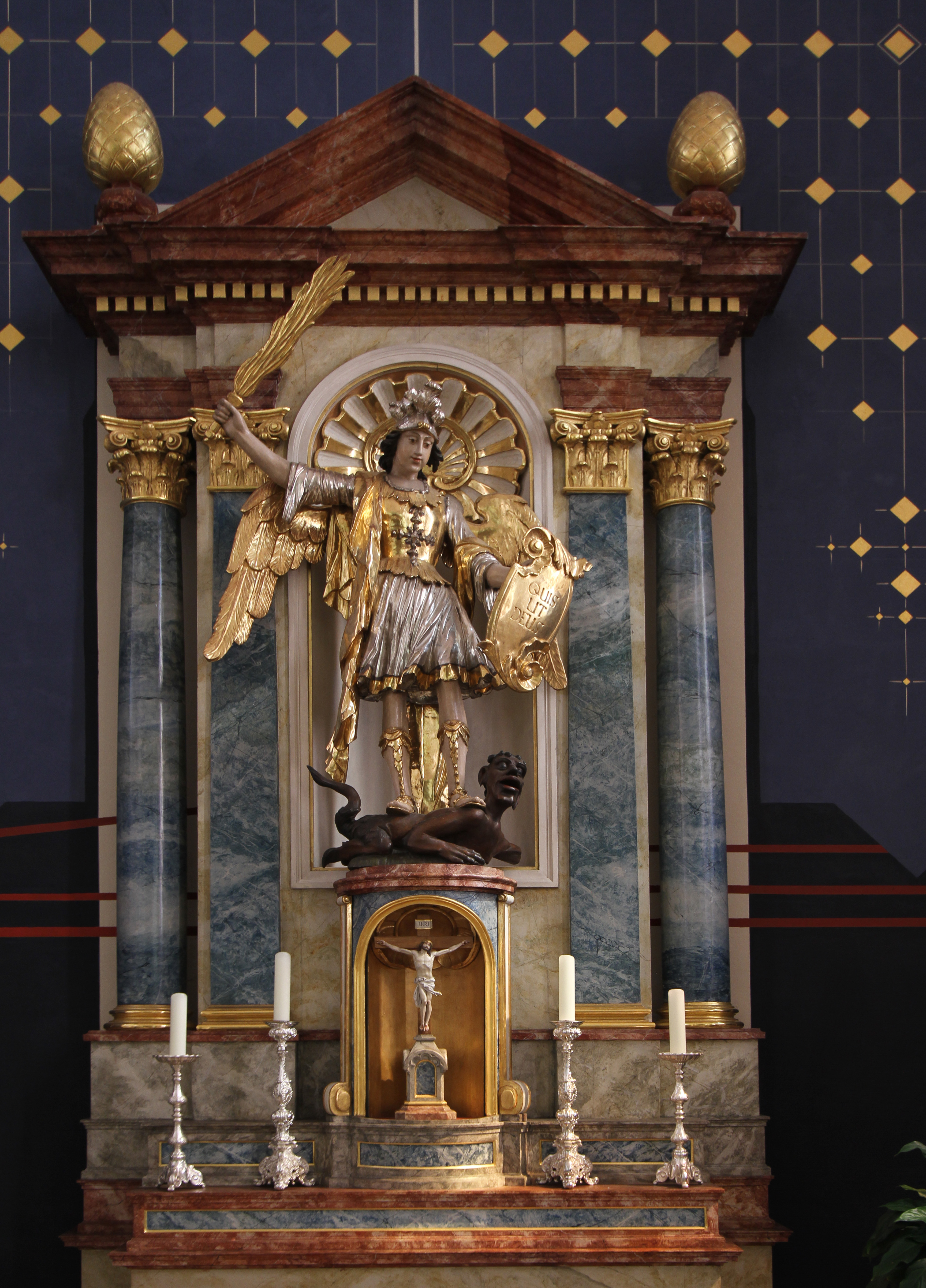
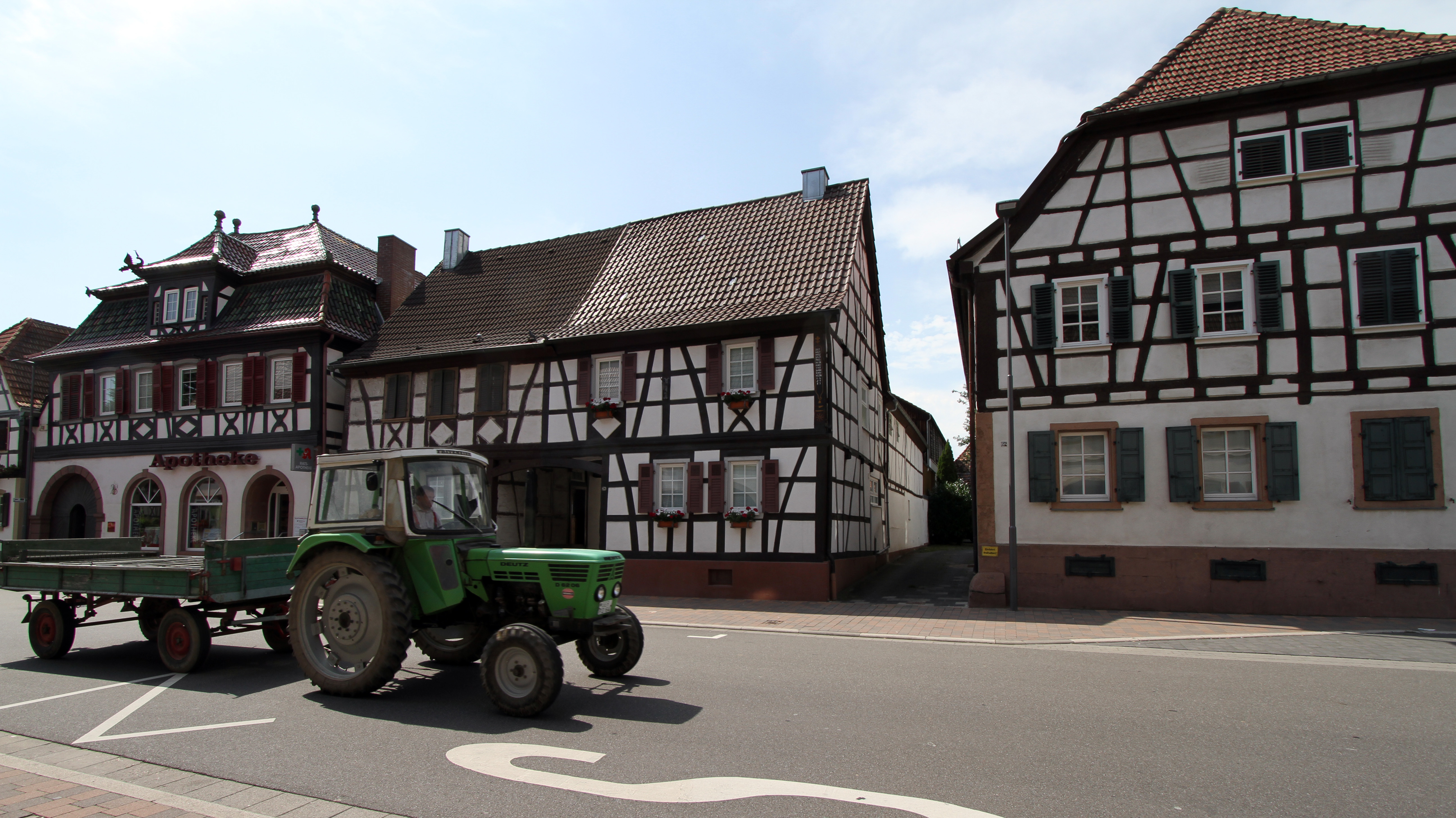
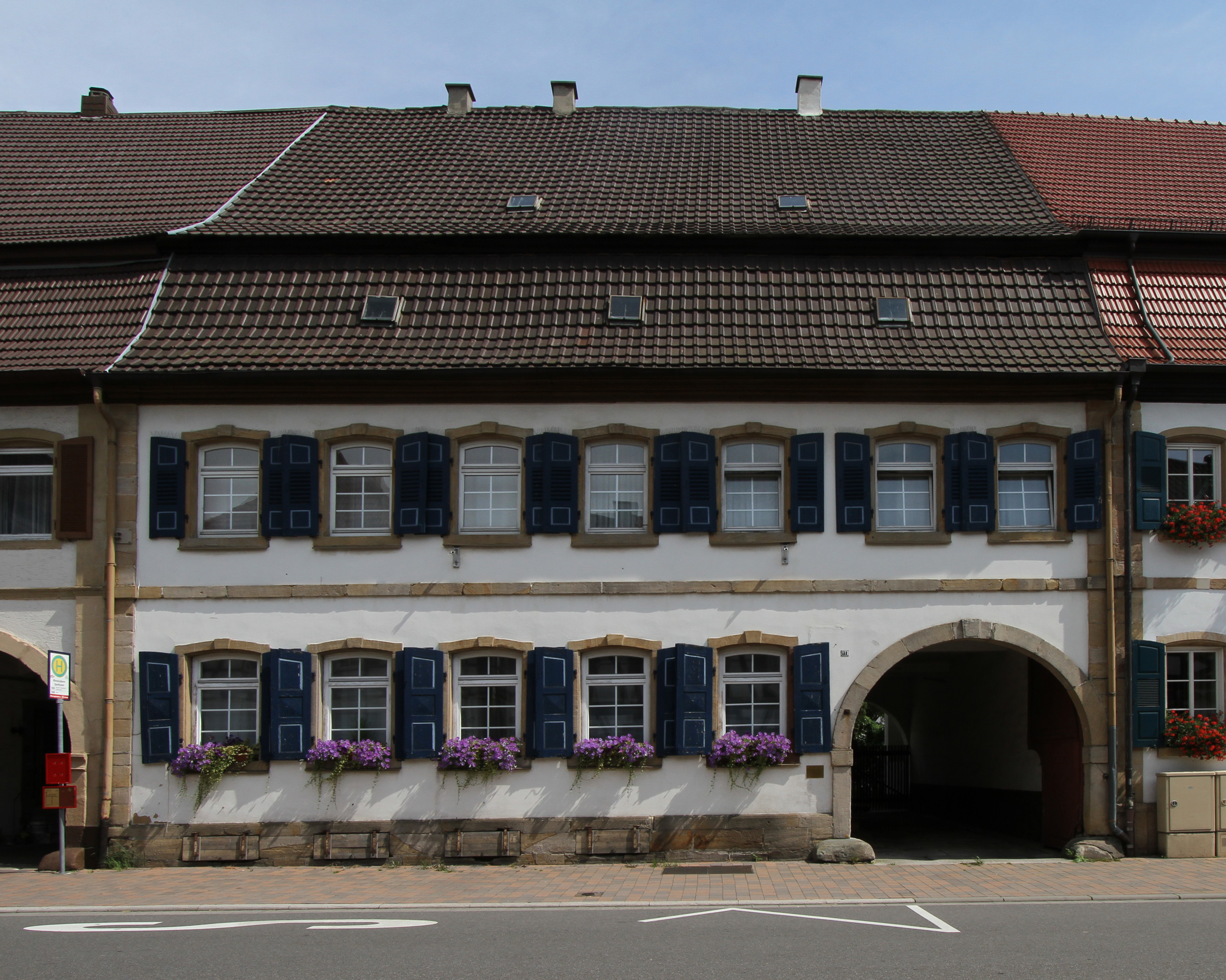
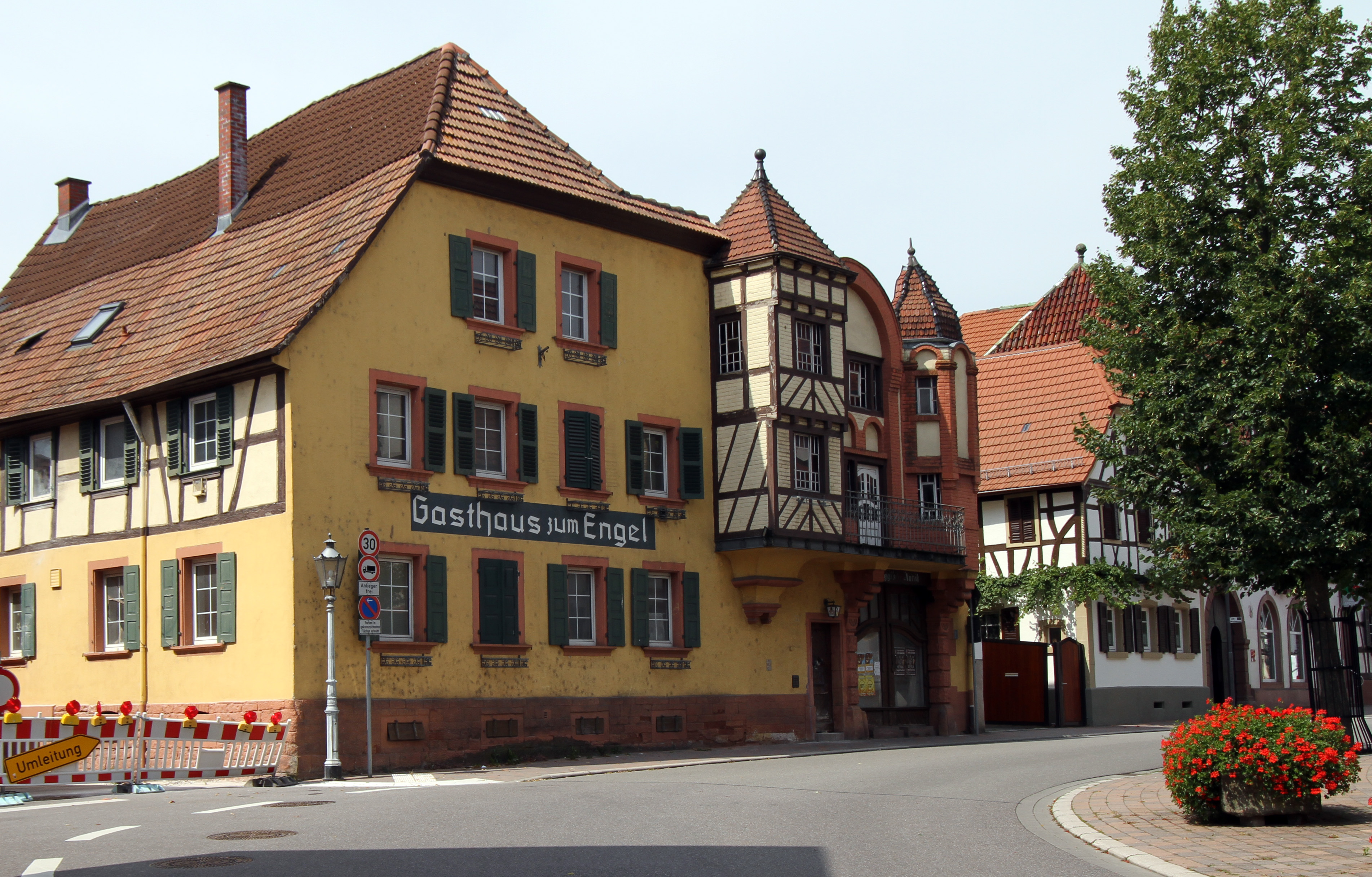
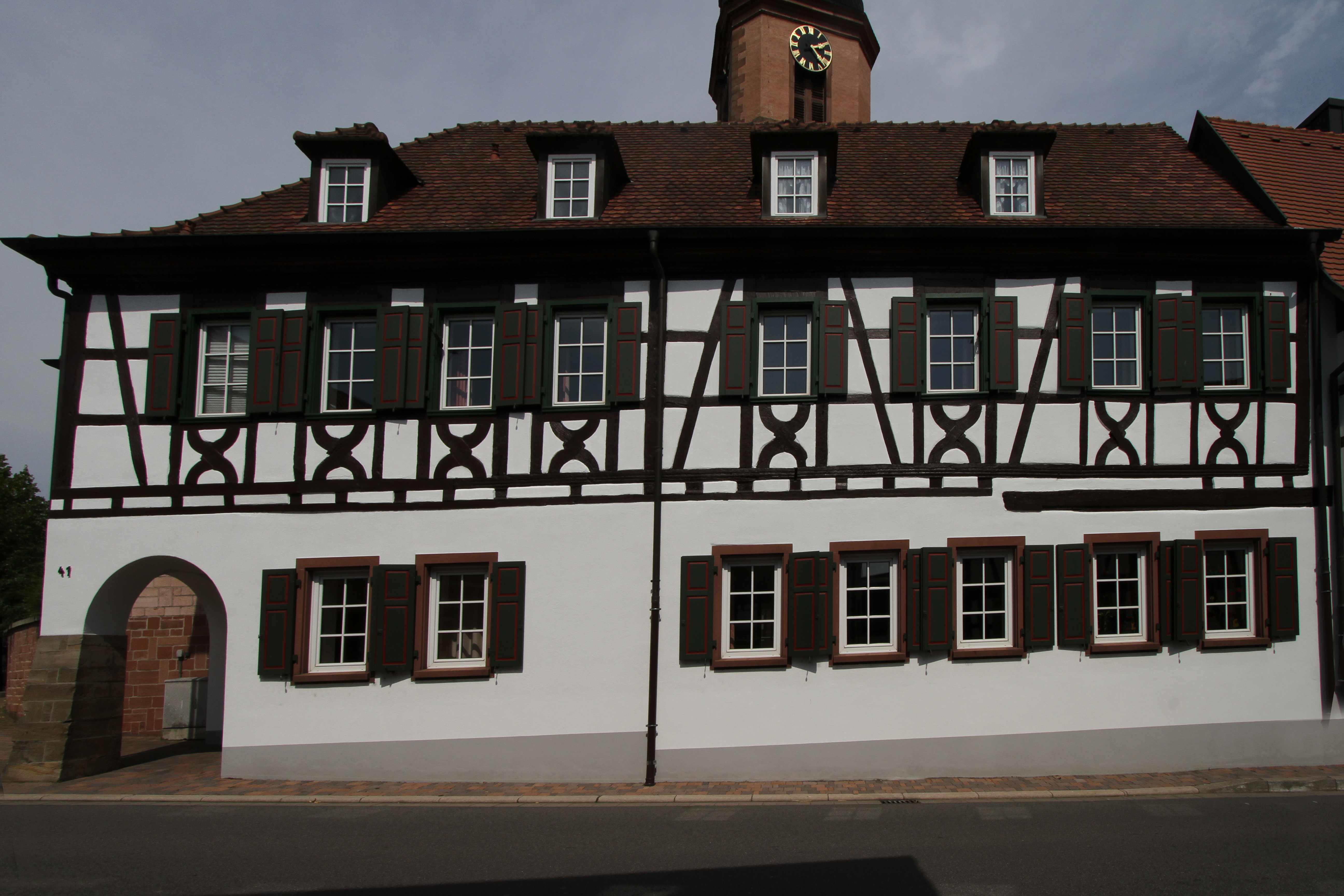
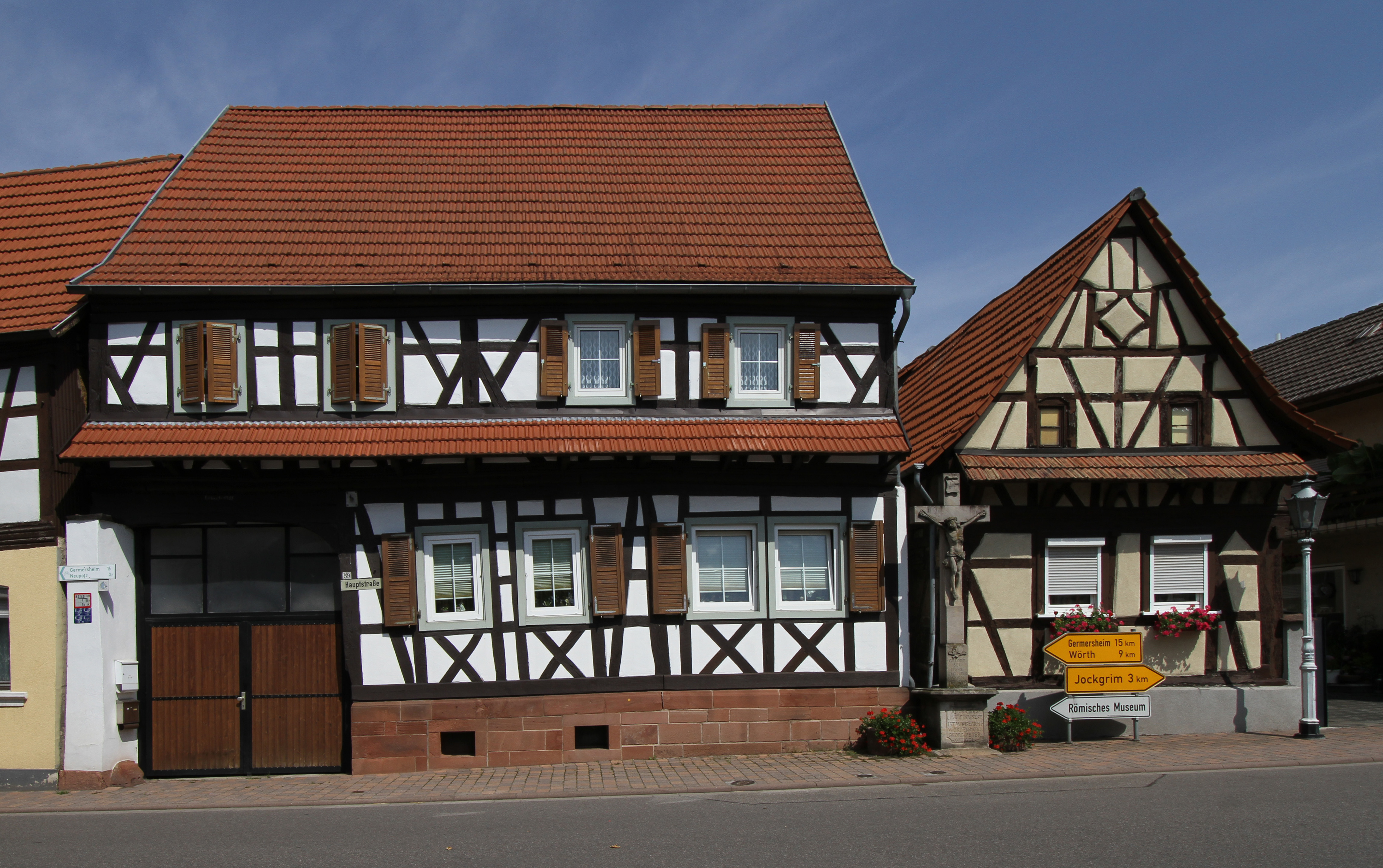